# HD 148488
HD 148488 är en ensam stjärna i den norra delen av stjärnbilden Paradisfågeln. Den har en skenbar magnitud av ca 5,50 och är svagt synlig för blotta ögat där ljusföroreningar ej förekommer. Baserat på parallax enligt Gaia Data Release 2 på ca 3,5 mas, beräknas den befinna sig på ett avstånd på ca 940 ljusår (ca 290 parsek) från solen. Den rör sig närmare solen med en heliocentrisk radialhastighet på ca -9 km/s.

## Egenskaper
HD 148488 är en orange till gul ljusstark jättestjärna av spektralklass K0.5 IIb CN1. där suffixnoten anger att den har ett överskott av dicyan i dess spektrum. Den är en svag bariumstjärna, vilket kan tyda på att den befinner sig på asymptotiska jättegrenen i dess utvecklingsförlopp. Den har en radie som är ca 41 solradier och har ca 677 gånger solens utstrålning av energi från dess fotosfär vid en effektiv temperatur av ca 4 600 K.